# Vitalij Dzerbjanëŭ
Vitalij Vjačaslavavič Dzerbjanëŭ (in bielorusso Віталь Вячаслававіч Дзербянёў?; Mahilëŭ, 5 agosto 1976 – 2 maggio 2022) è stato un sollevatore bielorusso che gareggiò nella categoria dei pesi gallo, quattro volte campione europeo.

## Carriera
Dopo aver conquistato la medaglia d'argento ai campionati mondiali juniores di Varsavia nel 1996, partecipò a tre edizioni dei Giochi olimpici (a Sidney 2000, dove fu settimo; ad Atene nel 2004, dove si piazzò quarto; e a Pechino nel 2008), a sei campionati mondiali (dal 1999 al 2007) e otto campionati europei dove per quattro volte fu campione europeo, due volte si piazzò secondo e due volte terzo. Si ritirò nel 2011 a causa di un infortunio. 
Muore nel maggio del 2022 all'età di 45 anni.